# Iniciativa per Catalunya Verds

ICV:s logotyp.

Iniciativa per Catalunya-Verds (ICV) är ett ekosocialistiskt politiskt parti i Katalonien, Spanien. Det är medlem i Globala gröna och Europeiska gröna partiet (EGP). Man bildades 1998, som en sammanslagning av regionens miljöparti samt den tidigare vänsteralliansen Iniciativa per Catalunya.

## Historik

### Som IpC
Iniciativa per Catalunya, Initiativ för Katalonien (IC) var en tidigare valallians ledd av det Kataloniens förenade socialistparti (PSUC). Den bildades i februari 1987 och innehöll även partierna Entesa dels Nacionalistes d’Esquerra (Vänsternationalisternas samförstånd) och Partit dels Comunistes de Catalunya (Kataloniens kommunistpati). När det sistnämnda 1998 lämnade alliansen anslöt istället miljöpartiet Els Verds, De Gröna. Samtidigt bytte alliansen namn och formaliserades som parti under namnet Iniciativa per Catalunya-Verds.

### Som ICV
ICV ingick i den vänsterregering som styrde Katalonien 2004–2010. Man innehade då miljöministerposten i form av partiledaren Joan Saura.
I EU-parlamentsvalet 2014 lyckade ICV, som en del av valalliansen Enade vänstern, få Raül Romeva invald som EU-parlamentariker tillhörande Gruppen De gröna/Europeiska fria alliansen (De gröna/EFA).

### Senare allianssamarbete
Partiet har under 2000-talet ställt upp i regionala och spanska val i allians med andra vänsterpartier. Sedan 2015 har man i regionalt och i spanska val verkat ihop med Podemos i alliansen Catalunya Si Que Es Pot och därefter inom allianserna En Comú Podem och Catalunya en Comú. Ovannämnda Romeva lämnade 2015 ICV, då ICV inte ville vara del av den självständighetsprocess som kom att ledas av valalliansen Junts per Catalunya.

## Partiledare
Nedan listas de olika partiordförandena eller motsvarande sedan 1987.
- 1987–2000: Rafael Ribó
- 2000–2013: Joan Saura
- 2013–: Joan Herrera och Dolors Camats (samordnare)